# Маникуаган (водохранилище)
Маникуа́ган или Маникуаганское водохранилище (англ. Manicouagan Reservoir) — кольцеобразное озеро, расположенное на Лаврентийской возвышенности в центральной части провинции Квебек, Канада. Находится в метеоритном кратере с одноимённым названием, имеет площадь 1942 км². В центре озера находится остров Рене-Левассёр, на котором расположена гора Вавилон (952 м). Озеро вместе с островом хорошо видны из космоса, из-за чего также имеют название «глаз Квебека». В 2007 году озеро Маникуаган было выдвинуто на проводимый телекомпанией CBC конкурс Семи чудес Канады.

## Гидроэлектростанция

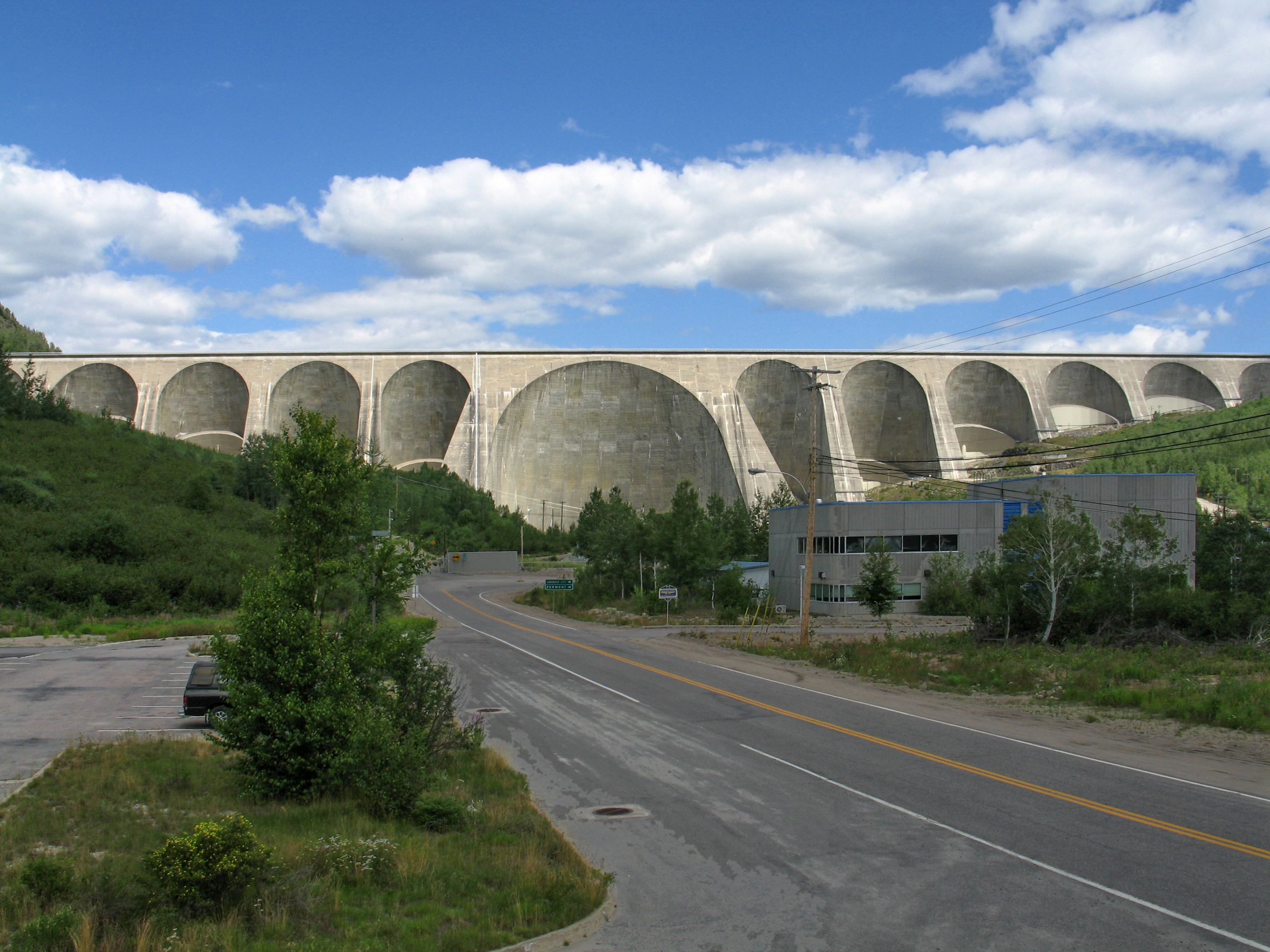
Плотина Manic-5 — основная плотина на Маникуганском водохранилище.

Площадь озера увеличилась в 1960-х годах, когда компания Hydro-Québec построила серию плотин (Маник-1, Маник-2 и т. д.) с гидроэлектростанциями. Комплекс плотин также называется проект Маник-Утард, поскольку расположен на реках Маникуаган и Ривьер-оз-Утард.
Озеро Маникуаган работает в качестве гидравлического аккумулятора — в период зимних холодов поверхность озера опускается, поскольку турбины электростанций работают постоянно для обогрева жителей провинции. Уровень воды в озере также опускается в летний период сильной жары в Новой Англии, поскольку в это время Hydro-Québec продаёт электроэнергию в США.